# Birgit Malsack-Winkemann
Birgit Malsack-Winkemann (nascida em 12 de agosto de 1964) é uma política alemã da Alternativa para a Alemanha (AfD) e desde 2017 membro do Bundestag, o parlamento alemão.

## Vida e conquistas
Malsack-Winkemann nasceu em 1964 na cidade de Darmstadt, na Alemanha Ocidental, e estudou jurisprudência. Desde 2003, Mehlsack-Winkemann é juiza de assuntos jurídicos em Berlim. Em 2013, ela ingressou na recém-fundada AfD e tornou-se membro do Bundestag em 2017.